# Фрейз, Байрон
Байрон Фрейз (англ. Byron Froese; род. 12 марта 1991, Винклер, Манитоба) — канадский хоккеист, нападающий клуба «Локомотив» (Ярославль) выступающего в Континентальной хоккейной лиге. Обладатель Кубка Гагарина 2025

## Карьера
31 мая 2011 года клуб НХЛ «Чикаго Блэкхокс» подписал с Фрейзом трехлетний контракт. Большую часть своего контракта провел в фарм-клубах — «Рокфорд Айсхогз» из АХЛ и «Толидо Уоллай» из ECHL.
В последний год своего контракта с «Блэкхокс» в сезоне 2013/14 он был переведен из «Айсхогз» в «Цинциннати Сайклонс», где он внес значительный вклад в выход команды в финал Кубка Келли, набрав 25 очков в 23 играх. Став свободным агентом, Фрейз решил остаться в «Циклонс», подписав 14 августа 2014 года однолетний контракт.
«Сайклонс» отдали Фрейза в аренду в «Сан-Антонио Рэмпэйдж» на сезон 2014/15. После того, как он вернулся в «Цинциннати», его позже отдали в аренду в «Торонто Марлис». После успешного выступления за «Марлис», 7 января 2015 года клуб подписал контракт с Фрейзом до конца сезона.
В июле 2015 года команда «Торонто Мейпл Лифс» подписал с Фрейзом контракт сроком на два года. В начале сезона 2015/16 Фрейз получил свой первый вызов в НХЛ 23 октября 2015 года. На следующий день Фрейз дебютировал в НХЛ в составе «Мэйпл Лифс» в игре против «Монреаль Канадиенс», игра закончилась победой «листьев» 5:3. 19 декабря 2015 года в матче против «Лос-Анджелес Кингз» Фрейз забил свой первый гол в НХЛ. Фрейз завершил сезон, набрав всего 5 очков в 56 матчах, но заслужил высокую оценку как от тренера Майка Бэбкока, так и от средств массовой информации за отличную игру в обороне.
В сезоне 2016/17 Фрейз был обменян в «Тампа-Бэй Лайтнинг» вместе с выбором во втором раунде драфта 2017 года в обмен на нападающего Брайана Бойла.
В 2017 году, покинув «Лайтнинг» в качестве свободного агента, Фрейз подписал двухлетний контракт с «Монреаль Канадиенс». В сезоне 2017/18 Фрейз был первоначально отправлен в клуб АХЛ «Лаваль Рокет». В качестве капитана «Рокет» он сыграл всего в 13 матчах за клуб, прежде чем 8 ноября 2017 года был вызван в «Канадиенс». 22 декабря 2017 года Фрейз забил свой первый гол за «Канадиенс» в матче против «Калгари Флэймз». Фрейз доиграл остаток сезона в составе «Канадиенс», установив рекорд в карьере в НХЛ, забив 3 гола и набрав 11 очков в 46 матчах.
В следующем сезоне 2018/19 Фрейз был переведен в «Рокет» и выбран капитаном. Он набрал 30 очков в 46 матчах за «Рокет», прежде чем был обменян вместе с Дэвидом Шлемко в «Филадельфию Флайерз» на Дейла Вэйза и Кристиана Фолина.
1 июля 2019 года Фрейз в качестве свободного агента подписал однолетний контракт с «Калгари Флэймз».
13 июля 2022 года Фрейз в качестве свободного агента подписал двухлетний контракт с «Вегас Голден Найтс».
По истечении контракта в июле 2024 года Фрейз перешел в хоккейный клуб «Локомотив» (Ярославль).
9 сентября в матче против СКА забросил первую шайбу в КХЛ, игра закончилась со счётом 2:0 в пользу «железнодорожников».